# Euskal Herriko Txapela
La Euskal Herriko Txapela (cast. Campeonato de Euskal Herria) es una competición de fútbol en la que participan clubes de futbol vascos de Hego Euskal Herria (Comunidad Autónoma Vasca y la Comunidad Foral de Navarra). Está organizada por la asociación Euskal Herria Kirola y es la versión masculina de la Copa de Euskal Herria femenina. La primera edición se disputo en 2017. El Athletic Club es el equipo más laureado en la historia de esta competición, mientras que Bizkaia la provincia más laureada. 

## Funcionamiento
En base a los resultados de los derbis vascos de La Liga se realiza una clasificación en la que los dos equipos  mejores clasificados acceden a la final. En la última edición, los equipos vascos participantes fueron el Athletic Club, la Real Sociedad, el Club Atlético Osasuna y el Deportivo Alavés.

## Finales
| Edición | Campeón       | Resultado | Subcampeón           | Sede Final                      | Nota(s)                                         |
| ------- | ------------- | --------- | -------------------- | ------------------------------- | ----------------------------------------------- |
| 2017    | —             | 2 - 2     | Athletic Club Alavés | Estadio de Lasesarre, Barakaldo | Suspendido en el min. 88 por decisión arbitral. |
| 2018    | Athletic Club | 1 - 0     | Real Sociedad        | Stadium Gal, Irun               |                                                 |
| 2019    | Eibar         | 2 - 1     | Real Sociedad        | Berazubi, Tolosa                |                                                 |
| 2020    | Real Sociedad | 1 - 0     | Osasuna              | Anoeta, Donostia                |                                                 |
| 2021    | Osasuna       | 3 - 1     | Real Sociedad        | Stadium Gal, Irun               |                                                 |
| 2022    | Athletic Club | 1 - 0     | Real Sociedad        | Estadio de Lasesarre, Barakaldo |                                                 |
| 2023    | Osasuna       | 3 - 1     | Real Sociedad        | Stadium Gal, Irun               |                                                 |
| 2024    | Athletic Club | 2 - 1     | Osasuna              | Estadio de Lasesarre, Barakaldo |                                                 |
| 2025    | Athletic Club |           | Osasuna              | Estadio de Lasesarre, Barakaldo |                                                 |

## Palmarés
| Equipo           | Finales | Campeonatos | Subcampeonatos | Año(s)           |
| ---------------- | ------- | ----------- | -------------- | ---------------- |
| Athletic Club    | 4       | 3           | 1              | 2018, 2022, 2024 |
| Osasuna          | 4       | 2           | 2              | 2021, 2023       |
| Real Sociedad    | 6       | 1           | 5              | 2020             |
| Eibar            | 1       | 1           | -              | 2019             |
| Deportivo Alavés | 1       | -           | 1              | -                |

## Títulos por provincia
| Provincia | Finales | Campeonatos | Subcampeonatos | Equipos campeones             |
| --------- | ------- | ----------- | -------------- | ----------------------------- |
| Bizkaia   | 4       | 3           | 1              | Athletic Club (3)             |
| Nafarroa  | 4       | 2           | 2              | Osasuna (2)                   |
| Gipuzkoa  | 7       | 1           | 5              | Eibar (1) y Real Sociedad (1) |
| Araba     | 1       | -           | 1              | -                             |